# Le Miroir brisé
Le Miroir brisé (en anglais, The Broken Mirror) est une peinture à l'huile sur toile réalisée vers 1763 par Jean-Baptiste Greuze (1725-1805), et conservée à Londres à la Wallace Collection.

## Description
Dans un tableau de forme rectangulaire (56 × 46 cm) qui représente une scène de genre, l'unique personnage représenté est une jeune fille en robe blanche regardant avec désespoir un petit miroir tombé sur le sol. 
À ses pieds, un petit chien regarde l'objet avec curiosité, un morceau de la glace du miroir qui s'en est détaché après sa chute, probablement accidentelle, bien que d'autres objets divers gisent également sur le sol. Ce désordre peut donc aussi être lié à un caprice, d'un dépit amoureux, ou tout autre sujet de bouderie. La jeune femme est assise dans un grand fauteuil face à un meuble qui lui sert de coiffeuse, le haut du corps en avant, un pied rejeté en arrière, les mains l'une dans l'autre fortement appliquées sur son genou, son dépit semble sincère. 
Ses cheveux sont châtain clair et légèrement retenus par un simple ruban bleu. Ils tombent de façon négligée sur son cou d'albâtre. Sa robe et son casaquin sont en satin blanc ; ses pieds sont chaussés de pantoufles du même tissu que son ensemble.

## Historique
Lors du salon de Paris de 1763, le tableau appartenait à M. de Bossette. Il a ensuite été vendu à la famille de Pierre-François Basan, puis au cardinal Joseph Fesch. Il sera finalement acheté par Elizabeth Agnes Dunlop-Wallace, mère de Richard Wallace, fondateur de la « collection Wallace », laquelle fut léguée à la nation britannique au musée Hertford House (rebaptisé Wallace Collection) par son épouse Julie Amélie Charlotte Castelnau.

## Analyse
Greuze, à travers ses nombreuses œuvres picturales, représentes des scènes de genre avec des jeunes filles tristes, déçues ou dépitées entrainant une certaine ambigüité. Le tableau présente probablement une intention moralisatrice plus difficilement décelable au XXIe siècle. Le peintre emploie la métaphore picturale du désordre (miroir brisé, vêtements et accessoires non rangés) pour, cependant, nous signifier un message.
De nombreux indices permettent de penser que la jeune fille aime lire, la bougie et les livres posés sur la cheminée en sont les principaux indicateurs. Elle semble également préférer la lecture à la couture comme nous l'indique la boîte à ouvrage repoussée vers l’âtre. Malgré la présence d'un cordon de sonnette, aucun domestique n'a été appelé pour ranger le désordre ambiant, alors que la jeune fille semble fortunée (comme l'atteste la présence d'un grand collier de perles). On découvre également en arrière-plan, une tasse de chocolat (boisson considérée à l'époque pour échauffer les sens), posée sur un plateau à côté des livres, il est donc possible que la jeune fille ait pu s'attendre à recevoir une visite, mais qu'elle ait fait elle-même le service en se gardant bien de sonner la servante. Cette visite (ou l'absence de cette visite) a pu provoquer ensuite un dépit qui a entrainé ce désordre.

## Reproduction
Ce tableau a fait l'objet d'une reproduction artistique « à l'inverse » par le graveur français Robert de Launay (1749-1814) dit « Delaunay le Jeune » et exposé au musée Greuze de Tournus.